# Прапор Чигиринського району
Пра́пор Чигири́нського райо́ну — офіційний символ Чигиринського району Черкаської області, затверджений 8 серпня 2003 року рішенням сесії Чигиринської районної ради.

## Опис
Прапор являє собою прямокутне полотнище малинового кольору зі співвідношенням сторін 2:3, що поділене по діагоналі з верхнього древкого кута білою смугою шириною 1/7 від його ширини. На верхньому полі на відстані ⅓ від верхнього краю полотнища та 1/9 від кінцевого розміщено жовті булаву та пірнач, покладені навхрест. В нижній, древковій частині, на відстані ⅓ від древкового краю полотнища та 1/9 від нижнього краю розташовано три білі стріли, покладені зіркоподібно вістрями догори. Їх розміри складають ¼ ширини стяга.